# 徳島県出身の人物一覧
徳島県出身の人物一覧（とくしまけんしゅっしんのじんぶついちらん）は、Wikipedia日本語版に記事が存在する徳島県出身の人物の一覧表である。

## 公人

### 行政
- 秋山博康（徳島県警察警部）
- 厚木進（経済産業省貿易経済協力局長）
- 後藤田正純（徳島県知事・元衆議院議員、自由民主党籍）
- 谷明人（経済産業省大臣官房技術総括審議官）
- 板東一彦（日本貿易保険代表取締役社長、同理事長、経済産業省大臣官房審議官）
- 宮武宜史（国土交通省海事局長）[1]

### 政治家

#### 首相・議長経験者
- 秋田清（第29代衆議院議長）
- 三木武夫（第66代内閣総理大臣）

#### 現職議員
- 仁木博文（衆議院議員（比例四国ブロック→徳島1区）、民主党→民進党→希望の党→無所属「一丸の会・有志の会」→自民党）
- 高橋永（衆議院議員（比例四国ブロック、立憲民主党）
- 山口俊一（衆議院議員（徳島2区→比例四国ブロック→徳島2区）、自民党）
- 大塚小百合（衆議院議員（神奈川20区）、立憲民主党）
- 中西祐介（参議院議員（徳島県選挙区→徳島県・高知県選挙区）、自民党）
- 吉川沙織（参議院議員（比例代表）、民主党→民進党→立憲民主党）

#### 引退した議員（非 首相・議長経験者・物故者）
- 北岡秀二（前参議院議員（徳島県選挙区）、自民党、中谷智司の前職）
- 高井美穂（元衆議院議員（比例四国ブロック）、民主党→民進党(現徳島県議会議員）、三好市長
- 中村博彦（参議院議員（比例代表）、自民党、全国老人福祉施設協会会長）＊物故者
- 後藤田正晴（元内閣官房長官・副総理兼法務大臣、自民党、後藤田正純の大叔父）＊物故者
- 仙谷由人（衆議院議員（徳島1区）、民主党、元内閣官房長官）＊物故者

### 軍人・自衛官
- 吉本貞一（陸軍大将）
- 岩田清文（陸上幕僚長たる陸将、第34代陸上幕僚長）
- 湯浅悟郎（陸上幕僚長たる陸将、第37代陸上幕僚長）
- 香田洋二（海将、自衛艦隊司令官）
- 湯浅秀樹（海将、自衛艦隊司令官）
- 磯部晃一（陸将）
- 小川清史（陸将）
- 工藤隆治（海軍主計大佐、徳島市長）
- 高橋赫一（海軍大佐）
- 檜與平（陸軍少佐）
- 鹿山誉（海軍少佐）
- 酒巻和男（海軍少尉）

## 文化人

### 画家
- 青木成実（洋画家）：阿南市
- 伊原宇三郎（洋画家）：徳島市
- 喜井黄羊（日本画家）：海部郡
- 佐野比呂志（洋画家）：板野郡
- 橋本シャーン（挿絵画家）：海部郡
- 林雲渓（日本画家）：麻植郡
- 林鼓浪（日本画家）：徳島市
- 広島晃甫（日本画家）：徳島市
- 吹田文明（版画家）：阿南市
- 正木茂（洋画家）：美馬郡
- 前田半田（日本画家）：美馬郡
- 守住貫魚（日本画家）：徳島市
- 湯浅桑月（日本画家）：徳島市

### 書家
- 閑々子：三好郡
- 小坂奇石：海部郡
- 貫名菘翁
- 田中双鶴
- 柴秋邨：徳島市

### 写真家
- 立木義浩：徳島市
- 三好和義：徳島市
- 大西義広：美馬郡
- 奥谷仁：徳島市

### 陶芸家
- 田村栄一郎：鳴門市

### ガラス工芸作家
- 野田雄一（ガラス工芸作家）：美馬郡

### 作家
- 乾荘次郎：徳島市
- 海野十三：徳島市
- 悦田喜和雄：海部郡
- おおえまさのり：鳴門市
- 岡田みゆき：徳島市
- 河合恒治
- 貴司山治：鳴門市
- 木本正次：海部郡
- 佃實夫：阿南市
- 中川静子：麻植郡
- 新居格
- 原田一美：吉野川市
- 富士正晴：三好郡
- 三田華子：徳島市

### イラストレーター
- 杏仁豆腐
- ヤス：鳴門市

### 漫画家
- アメノ
- 伊槻ユリナ
- 黒田クロ
- 柴門ふみ
- 竹宮惠子
- 田村信
- 富永裕美
- 仲村佳樹
- 松家幸治
- 水野十子
- 水瀬マユ
- 村生ミオ
- 山上たつひこ

### アニメーション関係者
- 幾原邦彦（アニメーション監督）
- 近藤光（ufotable代表取締役）
- 斎藤久（アニメーター）：海部郡

### 映画監督
- 明石知幸
- 蔦哲一朗：三好市
- 浜野佐知
- 三木孝浩

### 俳人・詩人・歌人
- 今枝蝶人：徳島市
- 逢坂藍水：美馬郡
- 大高翔：阿南市
- 小西英夫：名西郡
- 佐野まもる：徳島市
- 鈴木漠：徳島市
- 橋本夢道：名東郡
- 保科千代次：勝浦郡
- 松永周二：徳島市
- 村崎凡人：徳島市

### 作詞家・作曲家
- 南能衛（作曲家）
- 保科千代次（作詞家）：勝浦郡
- 近藤良三（作曲家）
- 住友紀人（作曲家）：小松島市
- 三木稔（作曲家）：徳島市

### 学者
- 阿部賢一（経済学者、元早稲田大学総長）：上板町
- 上田穣（天文学者）：徳島市
- 遠藤博也（行政法学者）：徳島市
- 緒方広明（工学者）：美馬郡
- 笠井新也（考古学者）：美馬郡
- 笠井藍水（郷土史家）：美馬郡
- 金沢治（言語学者）：美馬郡
- 喜田貞吉（歴史学者）：小松島市
- 久米惣七（歴史学者）
- 吹田徳雄（博士（理学））：海部郡
- 鳥居龍蔵（人類学者、民俗学者、考古学者）：徳島市
- 鳥養利三郎（工学者、元京都大学総長）：板野郡
- 長井長義（薬学者、エフェドリンの発見者）：名東郡
- 西田公昭（社会心理学者）：那賀町
- 野上彰（文学者）：徳島市
- 林鶴一（数学者）：徳島市
- 藤田豊八（歴史学者）：美馬郡
- 本田由紀（社会学者、教育社会学者）：徳島市
- 丸山茂徳（地球科学者）：阿南市
- 三木千壽（工学者、東京工業大学名誉教授、東京都市大学名誉学長）
- 吉田晶樹（地球科学者）：阿南市

### 舞踏家
- 小島章司（フラメンコダンサー）：海部郡

### アナウンサー・キャスター
NHK
（現在所属の放送局などは各人物の項目を参照すること）
- 高橋篤史
- 堀菜保子

JRT四国放送
- 遠藤貴巳：吉野川市
- 佐藤旬子：阿南市
- 島川未有：徳島市
- 森本真司：阿波市
- 豊成春子：鳴門市

県外の民放局
- 井上裕衣 - 名古屋テレビ放送、2019年より報道記者
- 大西かや - テレビ山梨：北島町
- 福永裕梨 - 北海道テレビ放送：徳島市

フリー・退職者・転職者・物故者
- 荒瀬詩織 - 元フジテレビ：鳴門市
- 遠藤彰良 - 徳島市長、元四国放送：名西郡石井町
- 大谷初美 - 元四国放送：小松島市
- 岡本和夫 - 元四国放送：徳島市
- 金山明子 - 元四国放送：吉野川市
- 北島美穂 - フリー、ラジオDJ（Fm yokohama）、元中京テレビ放送→元NHK徳島放送局契約キャスター
- 清水幸二 - 元四国放送：美馬市
- 杉本量平 - フリー、元瀬戸内海放送
- 住友真世 - フリー、元福島テレビ→フリー（元共同テレビジョン所属）、NHK衛星第1などでニュースキャスター：徳島市
- 武知邦明 - 元四国放送：名西郡石井町
- 濱知美 - アリティーヴィー副社長・アナウンサー、元東日本放送：徳島市
- 浜尾朱美 - ニュースキャスター、エッセイスト：徳島市
- 福井敏雄 - お天気キャスター：美波町
- 正木麻由 - 元高知さんさんテレビ：徳島市
- 松下祐貴子 - 元札幌テレビ放送
- 丸岡いずみ - フリー（ホリプロ所属）、元北海道文化放送→フリー（元セント・フォース所属）→元日本テレビ報道局記者：美馬市
- 保岡栄二 - フリー、元四国放送：美馬郡つるぎ町
- 山田隆子 - 元四国放送：鳴門市

### その他の文化人
- 大江巳之助（人形製作者）
- 板東孝明（グラフィックデザイナー）
- 新居猛（家具デザイナー）：徳島市
- 浜内千波（料理研究家）：海部郡
- 川人洋二（フルート奏者）：阿波市
- 竹本八重子（女義太夫）

## 芸能人

### ミュージシャン
- 愛内里菜（シンガーソングライター）
- アンジェラ・アキ（シンガーソングライター）
- 上里洋志（Half-Life Vo./Gt.）
- 上野優華（歌手）
- 大正谷隆（Plastic Tree 元Dr.）
- 岡村健人（Half-Life Ba.）
- Kaya（Schwarz Stein Vo.）
- 戒（the GazettE Dr.）
- 皆谷尚美（シンガーソングライター）
- 北島康雄（四星球 Vo.）
- KEi（シンガーソングライター）
- 小泉享亮
- CO-KEY
- 佐藤タイジ（THEATRE BROOK Vo. Gt. 音楽プロデューサー）
- さなり（ラップアーティスト）
- 関口源八
- 勢喜遊（King Gnu Dr. Sampler)
- ダニー（ザ50回転ズ Vo. Gt.）
- 玉城宏志（ローザ・ルクセンブルグ Vo. Gt.）
- 堤美紗（revenus Gt.）
- ディック・ミネ
- 中内助六（JAYWALK Ba. Cho.）
- 中野定博（Sada 2Futureanthem Composer, Sound Producer）
- 橋本絵莉子（チャットモンチー Vo.Gt.）
- HAYATO（camino Vo. Gt.）
- 板東道生（シンガーソングライター）
- ひヵる（D=OUT Gt.）
- 福岡晃子（チャットモンチー Ba. Dr. Cho.）
- 福富弥生（シンガーソングライター）
- PTON!
- 松田俊介（紫苑 初代Vo.→Override Number）
- 丸山純奈（元POLU Vo.）
- 幹葉（スピラ・スピカ Vo.）
- 村田祐基（超特急）
- mol-74
- 優里（シンガーソングライター）
- 米津玄師（シンガーソングライター）
- watson(ラッパー)
- 服部哲也（THE春夏秋冬 Dr.）

### 俳優
- 哀川翔
- 青山裕次
- 池田匡志
- 泉見洋平
- 犬飼貴丈
- 今井ゆうぞう（NHK『おかあさんといっしょ』 第10代目うたのおにいさん）
- 大杉漣
- 杉口秀樹
- 高津住男（妻は女優の真屋順子）
- 冨浦智嗣
- 三好昭央

### 女優
- 斎藤愛莉
- 石丸佐知
- 大坂のどか
- 小島美穂
- 大塚千弘
- 竹内実生
- 谷川清美
- 野田久美子
- 日向千歩
- 藤山律子
- 三木くるみ
- 山下リオ
- 大和奈央

### 落語家
- 桂七福
- 笑福亭学光

### タレント
- アホマイルド
  - 坂本雅仁（漫才師）
- キャンパスボーイ
  - 西浦直之
- 小林ひろみ（タレント、グラビアアイドル）
- 斎藤愛莉（グラビアアイドル）
- 重本ことり（元Dream5）
- 島田紳助・松本竜介
  - 松本竜助（漫才師）
- 園都（グラビアアイドル）
- 竹井輝彦（松竹芸能・お笑い芸人）
- 田中陽子（元アイドル歌手）
- デニス
  - 松下宣夫（漫才師）
- ドラハッパー
  - 西條辰彦（漫才師）
- 中山女子短期大学（ピン芸人）
- 中山美保（吉本新喜劇）
- 桧博明
- 福井敏雄（気象評論家からタレントへ）
- 藤田瞳（松竹芸能・ミス京都）
- メインストリート
  - ツトム
- ゆったり感
  - 江崎隆文（漫才師）
- 四次元ナイフ
  - ずばり!タコ介（漫才師）
- 若林優佳（ドリームビジョン）

### 声優
- 逢坂良太[2]
- かわたそのこ
- 岸野一彦
- こやまきみこ
- 高井舞香
- 豊崎愛生[3]（スフィア）
- のみこ
- 原田正夫
- 村岡仁美：徳島市
- 吉崎亮太
- 矢野奨吾
- 山下七海（元Wake Up, Girls!）
- 山本瑞稀
- 湯浅かえで

### その他の芸能人
- 斎藤十郎兵衛（江戸時代の能役者）
- 田中宣宗（ミュージカル俳優）
- 美馬寛子　ミス・ユニバース・ジャパン（2008年）
- チーム娘にゃんドル（アイドル）
- 犬伏まり (モデル)
- 松浦りょう (モデル)
- 武田真理子（モデル）

## スポーツ選手

### 力士
- 海光山大五郎（元前頭）
- 港龍安啓（元前頭）
- 時津洋宏典（元前頭）
- 秀湊忠司（元前頭）
- 吉野岩畄吉（元前頭）

### ゴルフ
- 尾崎3兄弟
  - 尾崎将司
  - 尾崎健夫
  - 尾崎直道
- 亀代順哉
- 橋本愛子
- 鈴木愛
- 堀奈津佳
- 堀琴音

### サッカー
男子
- 城福浩（東京ヴェルディ監督）
- 天羽良輔（元FC徳島）
- 吉成浩司（元ガンバ大阪）
- 桂秀樹（元横浜フリューゲルス・川崎フロンターレ）
- 尾上勇也（元徳島ヴォルティス）
- 黒部光昭（元京都パープルサンガ) (元日本代表)
- 佐藤城介（元ガンバ大阪）
- 島卓視（元サンフレッチェ広島）
- 田渕龍二（元ヴィッセル神戸）
- 田村直弘（元サガン鳥栖）
- 西谷正也（元セレッソ大阪・コンサドーレ札幌）
- 林祐征（元ギラヴァンツ北九州）
- 本田征治（元ザスパ草津）
- 平井将生（元FC岡崎マルヤス）
- 塩谷司（サンフレッチェ広島) (元日本代表）
- 石川雅博（元FC徳島）
- 木下淑晶（元FC徳島）
- 佐々木一輝（元富山新庄クラブ）
- 丸岡満（バリ・ユナイテッドFC)
- 丸岡悟   (北海道十勝スカイアース)
- 東泰（元トヨタ自動車サッカー部・徳島ヴォルティスコーチ）
- 實藤友紀（ベガルタ仙台）
- 表原玄太（栃木シティFC）
- 森一哉（名古屋グランパスコーチ）
- 藤原志龍（FC徳島）
- 平松航 (栃木SC)
- 久米航太郎（ヴェルスパ大分）
- 小西雄大（モンテディオ山形）
- 奥田雄大（カマタマーレ讃岐）
- 森田凜（奈良クラブ）
- 石田侑資（いわきFC）
- 後東尚輝（ヴァンラーレ八戸)
- 宮本功（セレッソ大阪、テゲバジャーロ宮崎代表取締役社長）
- 西大輔（FCバレイン下関、2017年デフリンピック日本代表）

女子
- 市瀬菜々（ベガルタ仙台レディース）
- 増矢理花（INAC神戸レオネッサ）
- 吉田凪沙（FC吉備国際大学Charme）

フットサル
・ 橋本澪良 （バサジィ大分）
・ 橋本紫琉（ミラクルスマイル新居浜）

### ラグビー
- 秋山陽路（Honda HEAT）
- 佐々木裕司（レフリー）:神山町
- 柴田和宏（リコーブラックラムズ）
- 竹田寛行（御所実業高校監督）:美馬市
- 中島義信（日本代表選手、近鉄選手及び監督）
- 林敏之（日本代表選手、神戸製鋼主将）
- 森林啓斗（宗像サニックスブルース）：徳島市
- 柳川大樹（リコーブラックラムズ）
- 久保克斗（帝京大学ラグビー部）

### バレーボール
- 小川かず子（元全日本のセッター）
- 林蓉子（パイオニアレッドウィングス）
- 皆本明日香（上尾メディックス）

### バスケットボール
男子
- 根東裕隆（新潟アルビレックスBB）
- 平尾充庸（東芝ブレイブサンダース神奈川）
- 西田優大（シーホース三河）
- 川真田紘也 (長崎ヴェルカ)

女子
- 矢野優子
- 矢野良子（トヨタ自動車アンテロープス、アテネ五輪日本代表）
- 藤井香苗（三菱電機コアラーズ）
- 近藤紗奈（新潟アルビレックスBBラビッツ）

### クレー射撃
- 竹葉多重子

### 水泳
- 永井奉子
- 源純夏

### 陸上競技・マラソン
- 市橋有里
- 犬伏孝行
- 弘山晴美
- 大家正喜
- 豊永陽子
- 多田和代
- 上村和生

### ボクシング
- 川島郭志

### アマチュアレスリング
- 森巧（北京アジア大会のグレコローマン68kg級で銅メダル、バルセロナオリンピック日本代表）

### プロレスラー
- 新崎人生（みちのくプロレス）
- GAINA（大阪プロレス）
- アレクサンダー大塚
- フライングキッド市原
- くいしんぼう仮面（大阪プロレス）
- 拳王（プロレスリング・ノア）

### 格闘技
- 長谷川一幸（空手家）
- ノブ・ハヤシ（K-1ファイター）
- 中西裕一（総合格闘家）
- 藤田智也（キックボクサー）

### 野球

#### プロ野球現役選手
- 石上泰輝（横浜DeNAベイスターズ）
- 岡本駿（広島東洋カープ）
- 河野竜生（北海道日本ハムファイターズ）
- 白川恵翔（徳島インディゴソックス）
- 杉本裕太郎（オリックス・バファローズ）
- 武岡龍世（東京ヤクルトスワローズ）
- 谷口朝陽（埼玉西武ライオンズ）
- 中山晶量（北海道日本ハムファイターズ）
- 板東湧梧（福岡ソフトバンクホークス）
- 平間隼人（読売ジャイアンツ－北九州下関フェニックス）
- 藤田淳平（福岡ソフトバンクホークス）
- 増田将馬（くふうハヤテベンチャーズ静岡）
- 増田大輝（読売ジャイアンツ）
- 森唯斗（横浜DeNAベイスターズ）
- 森山暁生（中日ドラゴンズ）
- 吉岡暖（横浜DeNAベイスターズ）

#### 元選手
- 上田利治（広島、阪急・オリックス・日本ハム監督）
- 鵜飼克雄（日本ハム－広島）
- 牛田成樹（横浜・DeNA）
- 大石友好（西武－中日）
- 大久保計雄（近鉄）
- 岡田康志（元池田高校監督）
- 加藤竜人（日本ハム）
- 川上憲伸（中日－アトランタ・ブレーブス－中日）
- 川端順（広島）
- 国岡恵治（阪急）
- 小石澤浄孝（西武－ダイエー）
- 佐々木健一（中日）
- 笹本信二（阪神－阪急－巨人）
- 里崎智也（ロッテ）
- 潮崎哲也（西武）
- 島田茂（ロッテ）
- 白石静生（広島）
- 條辺剛（巨人）
- 住友一哉（近鉄－阪神）
- 武内久士（広島）
- 武岡大聖（独立L徳島）
- 武田久（日本ハム）
- 多田大輔（広島）
- 谷哲也（中日）
- 蔦文也（東急、元池田高校監督）
- 十川雄二（巨人）
- 富永一（広島）
- 寺本四郎（千葉ロッテ）
- 長池徳士（阪急）
- 中郷大樹（千葉ロッテ－西武）
- 根本隆輝（日本ハム－阪神）
- 秦真司（ヤクルト－日本ハム－ロッテ）
- 畠山準（南海・ダイエー－大洋・横浜）
- 服部泰卓（千葉ロッテ）
- 浜口春好（東映－近鉄）
- 林義一（大映－阪急）
- 板東里視（近鉄）
- 平岡政樹（巨人）
- 広永益隆（南海・ダイエー－ヤクルト－オリックス）
- 広野功（中日－西鉄－巨人－中日）
- 福良徹（広島）
- 藤田一也（横浜ベイスターズ－東北楽天－横浜DeNA 横浜DeNA二軍育成野手コーチ ）
- 藤本俊彦（オリックス）
- 松村高明（横浜）
- 水野雄仁（巨人）
- 美間優槻（広島－ソフトバンク）
- 宮内仁一（阪神）
- 栁田昌夫（ヤクルト－近鉄、現NPB審判員）
- 山中賢次（阪急－オリックス－ヤクルト）
- 渡辺亮（阪神）

#### 女子プロ野球
- 龍田美咲：那賀町

### 自転車競技

#### 競輪選手
- 笹田伸二（日本競輪学校第12期生）：羽ノ浦町
- 富原忠夫（同第43期生、日本自転車競技連盟会長 & 日本競輪選手会理事長）：徳島市
- 室井竜二（同65期生） - 兄・室井健一とは双子の関係
- 小川圭二（同68期生）
- 室井健一（同69期生） - 弟・室井竜二とは双子の関係
- 小倉竜二（同77期生）：徳島市
- 阿竹智史（同90期生）：阿南市
- 原田研太朗（同98期生）：阿南市
- 西山圭二（同100期生）：小松島市
- 太田竜馬（同109期生）：小松島市

### その他スポーツ
- 淺田千亜希（競艇）
- 中道善博（競艇）
- 畠田好章（体操競技、バルセロナオリンピック団体総合銅メダル）
- 福岡春菜（卓球、北京オリンピック出場）
- 細田雄一（トライアスロン、ロンドンオリンピック（2012年）出場）
- 松友美佐紀（バドミントンリオデジャネイロオリンピック女子ダブルス金メダル）
- 山田隆弘（体操競技、1988年ソウルオリンピック団体総合銅メダル）

## その他

### 実業家・経営者
- 原安三郎（実業家、元日本化薬 会長）
- 大塚武三郎（大塚製薬創業者）
- 大塚正士（元大塚グループ総帥）
- 川田源一（日刊スポーツ新聞社創業者）
- 川田博美（日刊スポーツ新聞社二代目会長）
- 小川信雄（日亜化学工業創業者）
- 楠恒男（ジオス創業者、現ジオス代表取締役）
- 安藝清（イーオン代表取締役社長、シンガーソングライターアンジェラ・アキの実父）
- 田中殖一（徳島製粉創業者）
- 手塚昌利（阪神電鉄相談役・元阪神タイガースオーナー）
- 宮本雅史（旧スクウェア創業者）
- 藤田恭嗣(株式会社メディアドゥ創業者、代表取締役社長)
- 安崎暁（元小松製作所社長、元東京徳島県人会会長、元国家公安委員会委員）
- 橋本圭一郎（首都高速道路社長）
- 関好美（明治生命社長）

### 宗教家
- 大川隆法（幸福の科学グループ創始者 兼 総裁）
- 瀬戸内寂聴：天台宗天台寺名誉住職

### その他の人物
- 旺季志ずか（脚本家）
- 大塩平八郎
- 田岡一雄（山口組3代目組長）
- 藤本幸平（社会事業家、人夫派遣業、藤本旅館館主）
- 多田小餘綾（阿波よしこの）
- 鈴木陽子（医師）
- 土居一洋（環境運動家、じてんしゃ図書館館長）
- 青識亜論（ネット論客、徳島県庁職員）
- 妹尾昌俊（教育研究家）

## 徳島県にゆかりのある人物

### 親族が徳島県出身の人物
- 石井琢朗（栃木県佐野市）：元プロ野球選手、妻の荒瀬詩織が鳴門市出身。
- 魚住咲恵（東京都国立市）：フリーアナウンサー、元岡山放送アナウンサー、両親が徳島県出身[4]。
- 蛭子能収（熊本県生まれ長崎県育ち）：漫画家、両親が海部郡美波町出身。
- 賀喜遥香（乃木坂46。大阪府羽曳野市生まれ、栃木県宇都宮市育ち）：祖父が徳島県出身。
- 薩摩治郎八（東京都中央区）：妻の真鍋利子が徳島県出身。
- 高橋永（東京都渋谷区）∶政治家。祖父の三木武夫が徳島県出身。
- 佃公彦（東京都）：漫画家。父が徳島県出身。
- 沼倉愛美（神奈川県）：声優、夫の逢坂良太が徳島県出身。
- 白鵬翔：第69代横綱、妻が徳島県出身。
- 橋田壽賀子（京城（現：韓国・ソウル）：脚本家。母が板野郡藍園村（現・藍住町）出身[5] 。
- 原西孝幸（大阪府）：お笑いタレント、祖父が海部郡美波町出身。
- ビートたけし（東京都足立区出身)：父・正端菊次郎のルーツが阿南市。
  - 北野菊次郎：ビートたけしの父。北野うしの甥で北野家の養子に入った。
  - 北野井子：ビートたけしの長女。
  - 北野大：ビートたけしの次兄。
  - 北野うし（実家の北野家系を継いだ北野武の祖母)：徳島市出身。
- 久本雅美（大阪府）：タレント、両親が海部郡美波町伊座利出身。
  - 久本朋子（大阪府）：タレント、久本雅美の妹。
- ビッグ錠（大阪府）：漫画家、本名は佃竜二。父親が徳島県出身。
- 増田英彦（大阪府）：お笑いタレント、母親が徳島県出身。
- 松山千春（北海道）：シンガーソングライター、曾祖父が三好市から開拓民として北海道に移住。
- 宮本信子（北海道）：女優、伊丹十三監督作品の主演、祖父が小松島市坂野町出身。
- 山内美加（秋田県）：元バレーボール選手、嫁ぎ先が徳島県。

### 徳島県に居住歴がある人物
- 赤木野々花（岡山県)：NHKアナウンサー、初任地がNHK徳島放送局（2013年6月 - 2015年3月）
- 秋鹿真人（千葉県）：NHKアナウンサー、初任地がNHK徳島局。
- 阿南惟幾（東京府東京市）：陸軍大将、旧制徳島中学校卒業。
- 安部みちこ（愛媛県)：NHKアナウンサー、初任地がNHK徳島局（2000年6月 - 2002年3月）
- 井原陽介（山口県)：NHKアナウンサー、初任地がNHK徳島局（2001年4月 - 2005年7月）
- 荻山恭平（愛媛県）：NHKアナウンサー、初任地がNHK徳島局。
- 城戸久枝（愛媛県伊予市）：ノンフィクション作家、徳島大学総合科学部卒業。
- 木下雄介（大阪市）：元中日ドラゴンズ投手、生光学園高等学校出身。徳島インディゴソックスに在籍していた。
- 蔵原惟繕（ボルネオ・サラワク王国（現・マレーシア）：映画監督、太平洋戦争中に海部郡川上村（現・海陽町）へ疎開）
- 佐々木彩（静岡県）：元NHKアナウンサー、初任地がNHK徳島局（2009年6月 - 2013年3月）
- 塩田慎二（岡山県）：NHKアナウンサー、初任地がNHK徳島局（2003年6月 - 2008年7月）
- 志賀隼哉（大分県）：NHKアナウンサー、初任地がNHK徳島局（2014年6月 - 2017年3月）
- 柴田亜衣（福岡県）：水泳選手、徳島県育ち。徳島県立穴吹高等学校卒業。
- 田代純（大阪府）：元NHKアナウンサー、初任地がNHK徳島局。
- 髙里悟（沖縄県）：人気インディーズバンドMONGOL800のメンバー、四国大学を卒業した。
- 高橋久美子（愛媛県)：人気バンドチャットモンチーのDr.、鳴門教育大学在学中にチャットモンチーを結成し、卒業した。
- 多田野数人（東京都）：元プロ野球選手。2006年に徳島インディゴソックスでプレー。
- 玉井孝（大阪府）：フリーアナウンサー、元朝日放送アナウンサー、徳島大学に在学していた。
- 中村慶子（茨城県）：NHKアナウンサー、初任地がNHK徳島局（2005年6月 - 2008年7月）
- 二宮直輝（愛媛県）：NHKアナウンサー、初任地がNHK徳島局（2008年6月 - 2013年3月）
- 庭木櫻子（熊本県）：NHKアナウンサー、初任地がNHK徳島局（2015年6月 - 2018年3月）
- 林家竹丸（兵庫県宝塚市）：落語家、NHK徳島放送局にて記者をしていた。
- 板東英二（満州国東安省虎林県）：元プロ野球選手。日本の敗戦後に引き揚げ、徳島県で育つ。
- 宮﨑あずさ（長崎県）：NHKアナウンサー、初任地がNHK徳島局（2018年6月 - 2022年3月）
- 藤本主税（山口県）：プロサッカー選手、徳島市立高等学校卒業。

### その他
- 佐古雅俊（山口県岩国市）： 競輪選手、2006年より2012年春まで当県を選手登録地としていた。